# Révész Mitó
Révész Mitó (Nagybánya, 1905. január 5. – Nagybánya, 1936. június 24.) költő, elbeszélő. Révész János lánya.

## Életpályája
Közreműködött a Nagybánya és Vidéke szerkesztésében.
Verskötete: Tavaszvirágok. Hangulatképek (Nagybánya 1928).
Zeneszerzeményeit Révész Mitó nótái (Nagybánya, 1937) címmel, halála után jelentették meg.